# Necronomicon

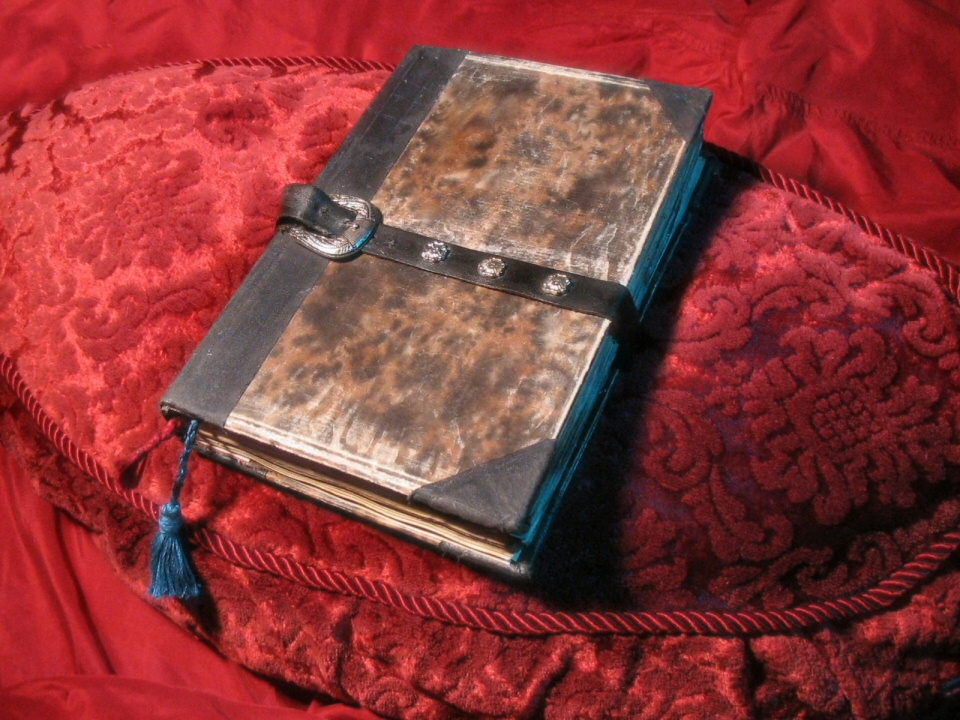
Um exemplar fictício do Necronomicon

O Necronomicon ("Al Azif", no original árabe; em grego antigo: νεκρόνόμἰκών, translit. nekrónómikón, lit. 'imagem da lei dos mortos') é um livro fictício criado por H.P.Lovecraft, autor americano de ficção científica, horror e literatura fantástica. Segundo o próprio, o Necronomicon teria sido escrito em Damasco por volta de 730 d.C. por Abdul Alhazred, um poeta árabe louco originário de Sanaa, no Iémen.
O "Necronomicon" é o mais famoso livro fictício dos "Mitos de Cthulhu", nome dado pelo escritor August Derleth à mitologia criada por Lovecraft, e aparece em grande parte das suas obras. Um dos exemplares da obra estaria guardado na biblioteca da Universidade de Miskatonic, sediada em Arkhan. O grimório conteria fórmulas mágicas ligadas à magia negra e aos Antigos, seres descritos especialmente em dois contos, Nas montanhas da loucura e A sombra perdida no tempo. Usando esta fórmula de atribuição a um autor antigo de um livro, cuja cópia em seu poder seria a última existente, e usando um contexto fantástico, o autor desenvolve a ideia de um livro mágico, creditando possíveis excessos à alma de poeta do "autor" original. Esta fórmula literária foi também utilizada por Jorge Luis Borges e Umberto Eco nas suas obras.

## Nome

### Al Azif
Título do original em árabe. Segundo Lovecraft, azif é o nome usado pelos árabes para designar aquele barulho noturno, produzido pelos insetos, que supõem ser o uivo de demônios.

### Necronomicon
Não está claro como Lovecraft concebeu o nome Necronomicon — Lovecraft disse que o título lhe veio em um sonho. Embora alguns tenham sugerido que Lovecraft foi influenciado principalmente pela coleção de contos de Robert W. Chambers, O Rei de Amarelo, centrado em uma peça misteriosa e perturbadora em forma de livro, acredita-se que Lovecraft não tenha lido essa obra até 1927.
Donald R. Burleson argumentou que a ideia do livro foi derivada de Nathaniel Hawthorne, embora o próprio Lovecraft tenha notado que "manuscritos mofados e escondidos" eram uma das características comuns da literatura gótica.
Lovecraft escreveu que o título, traduzido da língua grega, significava "uma imagem da lei dos mortos", composto respectivamente de νεκρός nekrós "morto", νόμος nómos "lei" e εἰκών eikõn "imagem". Robert M. Price observa que o título foi traduzido de várias maneiras por outros como "Livro dos nomes dos mortos", "Livro das leis dos mortos", "Livro dos nomes mortos" e "Conhecedor das leis dos mortos ".[carece de fontes?] ST Joshi afirma que a própria etimologia de Lovecraft é "quase totalmente incorreta. A última parte dela é particularmente errônea, uma vez que -ikon nada mais é do que um sufixo formador de adjetivo neutro e não tem nada a ver com eikõn (imagem)". Joshi traduz o título como "Livro considerando (ou classificando) os mortos".
Lovecraft era frequentemente questionado sobre a veracidade do Necronomicon, e sempre respondia que era completamente invenção dele. Em uma carta a en:Willis Conover, Lovecraft elaborou sua resposta típica:
Agora, sobre os "livros terríveis e proibidos" – sou forçado a dizer que a maioria deles é puramente imaginária. Nunca existiu Abdul Alhazred ou Necronomicon, pois eu mesmo inventei esses nomes. Robert Bloch concebeu a ideia de Ludvig Prinn e seu en:De Vermis Mysteriis, enquanto o Livro de Eibon é uma invenção de Clark Ashton Smith. Robert E. Howard é responsável por Friedrich von Junzt e seu en:Unaussprechlichen Kulten... Quanto aos livros escritos com seriedade sobre temas obscuros, ocultos e sobrenaturais – na verdade, eles não significam muito. É por isso que é mais divertido inventar obras míticas como o Necronomicon e o Livro de Eibon.
Reforçando a ficcionalização do livro, o nome do suposto autor do livro, Abdul Alhazred, nem sequer é um nome árabe gramaticalmente correto. O que é transliterado como "Abdul" em inglês é na verdade um substantivo na forma nominativa ʿabdu (عَبْدُ, "servo") e o artigo definido al- (الـ) e equivale a "servo de", com o artigo na verdade fazendo parte do segundo substantivo na construção, que neste caso deveria ser "Alhazred" (os nomes árabes tradicionais não seguem o formato moderno de nome-sobrenome). Mas "Alhazred", mesmo que seja considerado uma corruptela de al-ḥaḍrāt (حَضْرَات, "as presenças"), embora pareça improvável, em si é um substantivo definido (ou seja, um substantivo prefixado pelo artigo definido) e, portanto, "Abdul Alhazred" não poderia ser um nome árabe verdadeiro. Lovecraft usou pela primeira vez o nome "Abdul Alhazred" como um pseudônimo que ele deu a si mesmo aos cinco anos de idade, e muito provavelmente confundiu "Abdul" com o primeiro nome ao inventar "Alhazred" como um sobrenome que soava árabe.

## Conteúdo
Alegadamente, o Necronomicon é um grimório onde são descritos numerosos rituais para ressuscitar os mortos, contactar com entidades sobrenaturais, viajar pelas dimensões onde habitam estes seres, trazer de volta à Terra antigas divindades banidas e aprisionadas, etc. É mencionado ainda que a sua simples leitura basta para provocar a loucura e a morte.

## Ficção verossímil

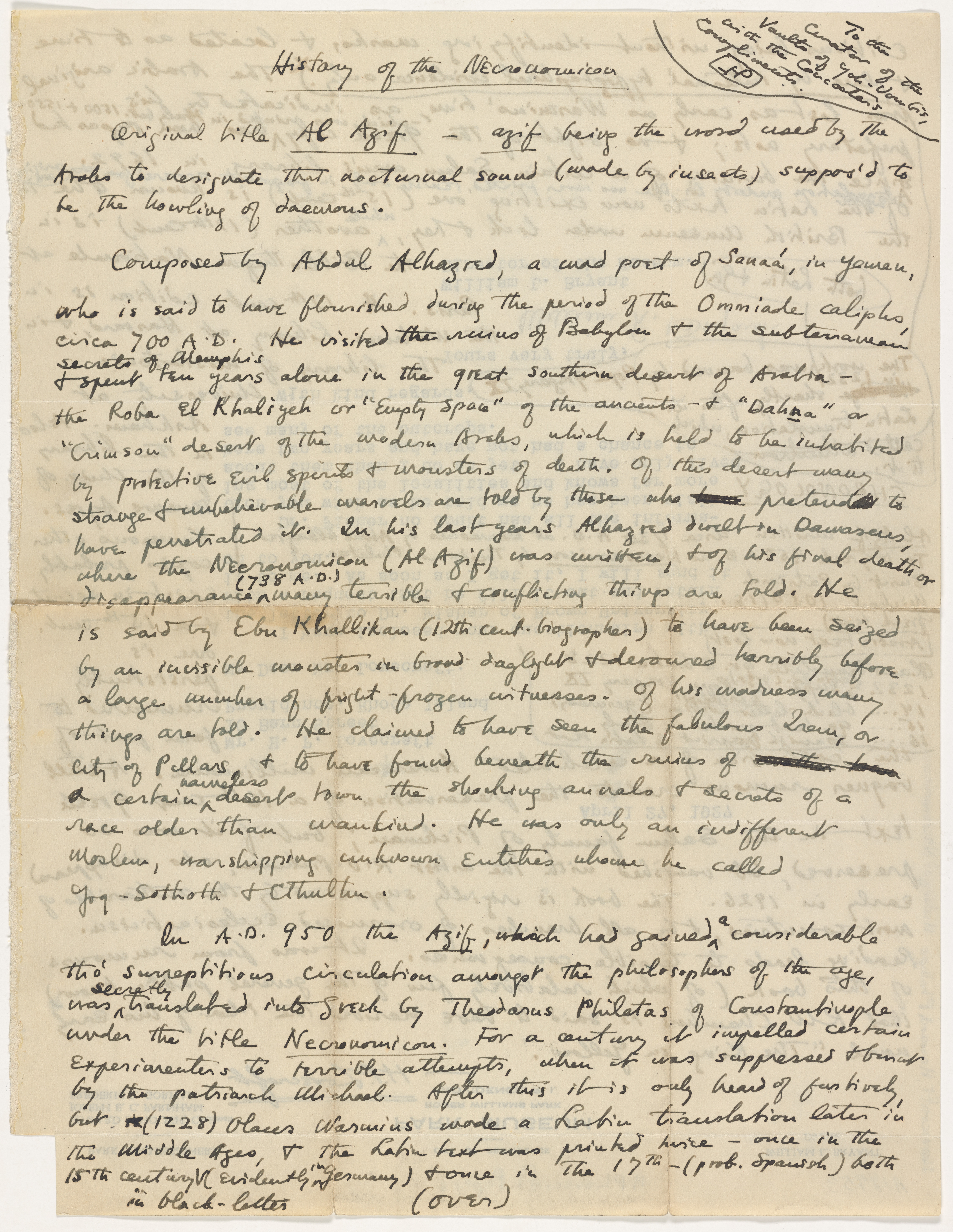
Primeira página do manuscrito History of the Necronomicon. Publicado pela Rebel Press em 1938.

Embora o livro seja fictício, Lovecraft forneceu inúmeros dados supostamente reais a respeito da sua origem e história. Indicou, por exemplo, que o livro foi banido pelo Papa Gregório IX em 1232, logo após a sua tradução para o latim, e que dos exemplares ainda existentes um está guardado no Museu Britânico em Londres e outro na Biblioteca Nacional em Paris. Graças a isso, e apesar do autor ter insistido em numerosas ocasiões que o livro é pura ficção, existem relatos de pessoas que acreditam realmente que o "Necronomicon" é um livro real e o próprio Lovecraft recebeu cartas de fãs inquirindo acerca da sua autenticidade.
Alguns escritores produziram e apresentaram necronomicons diversos. Um de tais escritores é o italiano Frank G. Ripel, fundador de uma Escola de Mistérios - a Ordem Rosa Mística. Em um de seus livros - La Magia Lunar - Ripel fornece uma tradução em castelhano do "verdadeiro Necronomicon" que, segundo Ripel, teria sido formulado há mais ou menos 4.000 anos a.C. O Al Azif seria uma versão espúria, adulterada através dos tempos. O Necronomicon da Ordem Rosa Mística fundamenta uma série de rituais da Ordem e há quem acredite que todas as entidades nele citadas são reais.

## No cinema
Alguns filmes foram inspirados no Necronomicon, tais como:
- In the Mouth of Madness, de John Carpenter;
- The Evil Dead, de Sam Raimi;
- Evil Dead II, também de Sam Raimi.
- Army of Darkness, também de Sam Raimi.
- Ash vs. Evil Dead, também de Sam Raimi.

## Fonte
- «The Necronomicon: A Study» (em inglês). from "The Cthulhu Mythos: A Guide"

## Ligação externa
- «Sumerian copy of the Necronomican» (em inglês). a purported translation, circa 1985